# Gregory Chamitoff
Gregory Errol Chamitoff (nascut el 6 d'agost de 1962 a Mont-real, Quebec, Canadà) és un enginyer i astronauta estatunidenc de la NASA d'origen quebequès. Va ser assignat en l'Expedició 17 i va volar cap a l'Estació Espacial Internacional en el STS-124, enlairant-se el 31 de maig de 2008. Va ser a l'espai durant 198 dies, es va unir a l'Expedició 18 després que l'Expedició 17 partís de l'estació, i va tornar a la Terra el 30 de novembre de 2008 en el STS-126. Chamitoff va servir com a especialista de missió en el STS-134.